# Юлташи
Юлташи (тат. Егаер) — деревня в Вагайском районе Тюменской области России, входит в состав Супринского сельского поселения.

## География
Деревня находится неподалёку от берега реки Иртыш. 

### Часовой пояс
Деревня Юлташи, как и вся Тюменская область, находится в часовой зоне МСК+2. Смещение применяемого времени относительно UTC составляет +5:00.

## Население
| 2010 |
| ---- |
| 27   |

## Достопримечательности
- Юлташинская Астана (мавзолей шейха Тураиш-Али)[3]